# WTA Elite Trophy

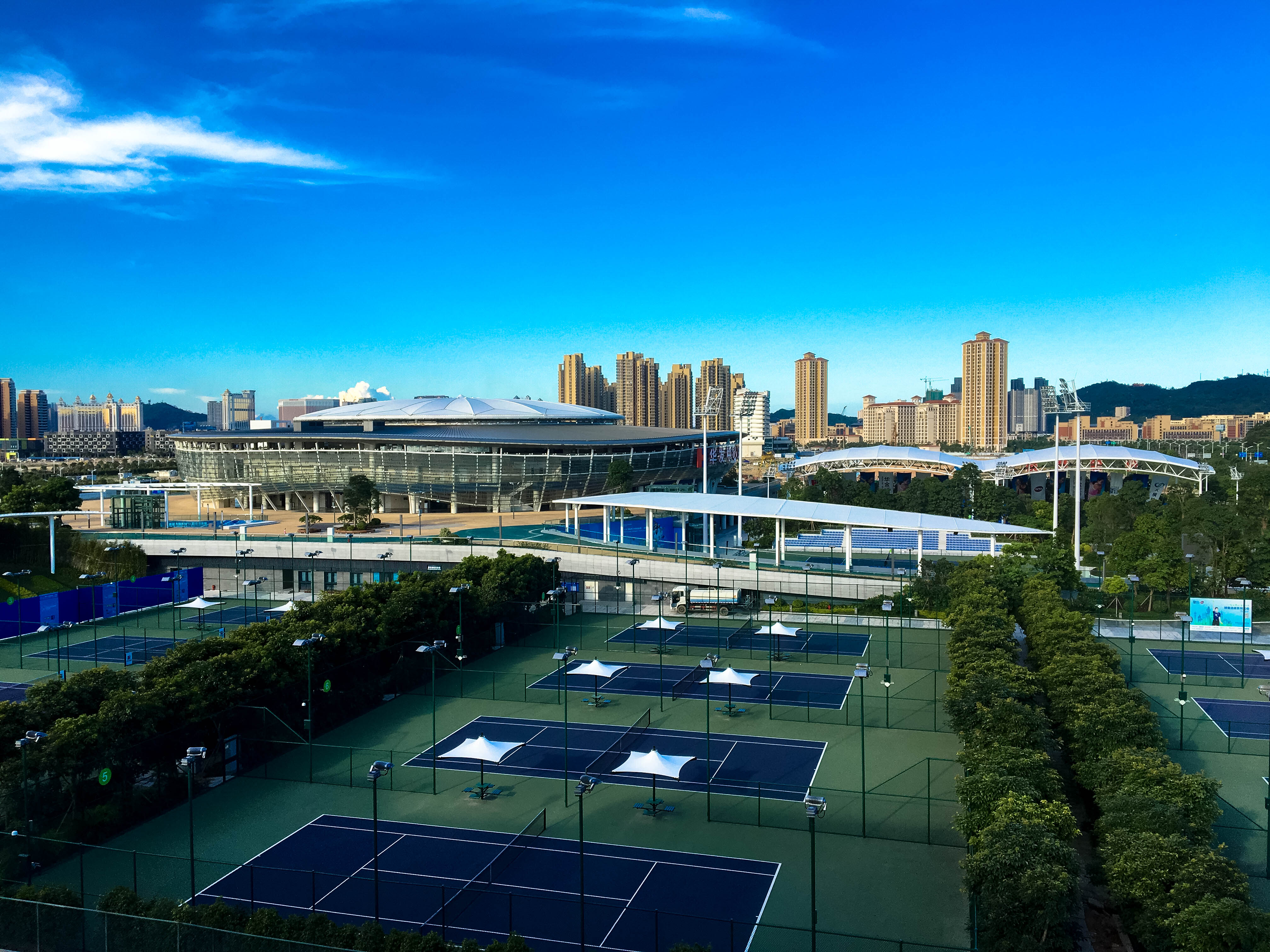
Tennisanlage von Zhuhai

Die WTA Elite Trophy war ein von 2015 bis 2019 und nochmals 2023 von der WTA jeweils am Jahresende ausgetragenes Damen-Tennisturnier. Die Veranstaltung, die bis 2019 in der chinesischen Stadt Zhuhai stattfand, ersetzte das von 2009 bis 2014 ausgetragene Tournament of Champions.

## Qualifikation
Teilnahmeberechtigt waren zwölf Einzeltennisspielerinnen, die Ende Oktober in der WTA-Weltrangliste auf den Plätzen 9 bis 20 standen, sowie die auf Platz 9 bis Platz 14 stehenden sechs Doppelpaarungen. Ausgespielt wurde ein Gesamtpreisgeld von 2.150.000 US-Dollar.

## Modus
Der Einzelwettbewerb wurde in vier Gruppen mit jeweils drei Spielerinnen ausgetragen, die vier Gruppensiegerinnen waren für das Halbfinale qualifiziert. Die sechs Doppelpaarungen spielten in zwei Gruppen jeweils einen Gruppensieger aus, der sich direkt für das Finale qualifizierte.

## Endspiele

### Einzel
| Jahr | Siegerin            | Finalistin        | Ergebnis    |
| ---- | ------------------- | ----------------- | ----------- |
| 2015 | Venus Williams      | Karolína Plíšková | 7:5, 7:66   |
| 2016 | Petra Kvitová       | Elina Switolina   | 6:4, 6:2    |
| 2017 | Julia Görges        | Coco Vandeweghe   | 7:5, 6:1    |
| 2018 | Ashleigh Barty      | Wang Qiang        | 6:3, 6:4    |
| 2019 | Aryna Sabalenka     | Kiki Bertens      | 6:4, 6:2    |
| 2023 | Beatriz Haddad Maia | Zheng Qinwen      | 7:611, 7:64 |

### Doppel
| Jahr | Siegerinnen                              | Finalistinnen                                  | Ergebnis         |
| ---- | ---------------------------------------- | ---------------------------------------------- | ---------------- |
| 2015 | Liang Chen Wang Yafan                    | Anabel Medina Garrigues Arantxa Parra Santonja | 6:4, 6:3         |
| 2016 | Xu Yifan İpek Soylu                      | Yang Zhaoxuan You Xiaodi                       | 6:4, 3:6, [10:7] |
| 2017 | Duan Yingying Han Xinyun                 | Zhang Shuai Lu Jingjing                        | 6:2, 6:1         |
| 2018 | Nadija Kitschenok Ljudmyla Kitschenok    | Lidsija Marosawa Shūko Aoyama                  | 6:4, 3:6, [10:7] |
| 2019 | Ljudmyla Kitschenok Andreja Klepač       | Duan Yingying Yang Zhaoxuan                    | 6:3, 6:3         |
| 2023 | Beatriz Haddad Maia Weronika Kudermetowa | Miyu Katō Aldila Sutjiadi                      | 6:3, 6:3         |